# Langeln (Hollnseth)

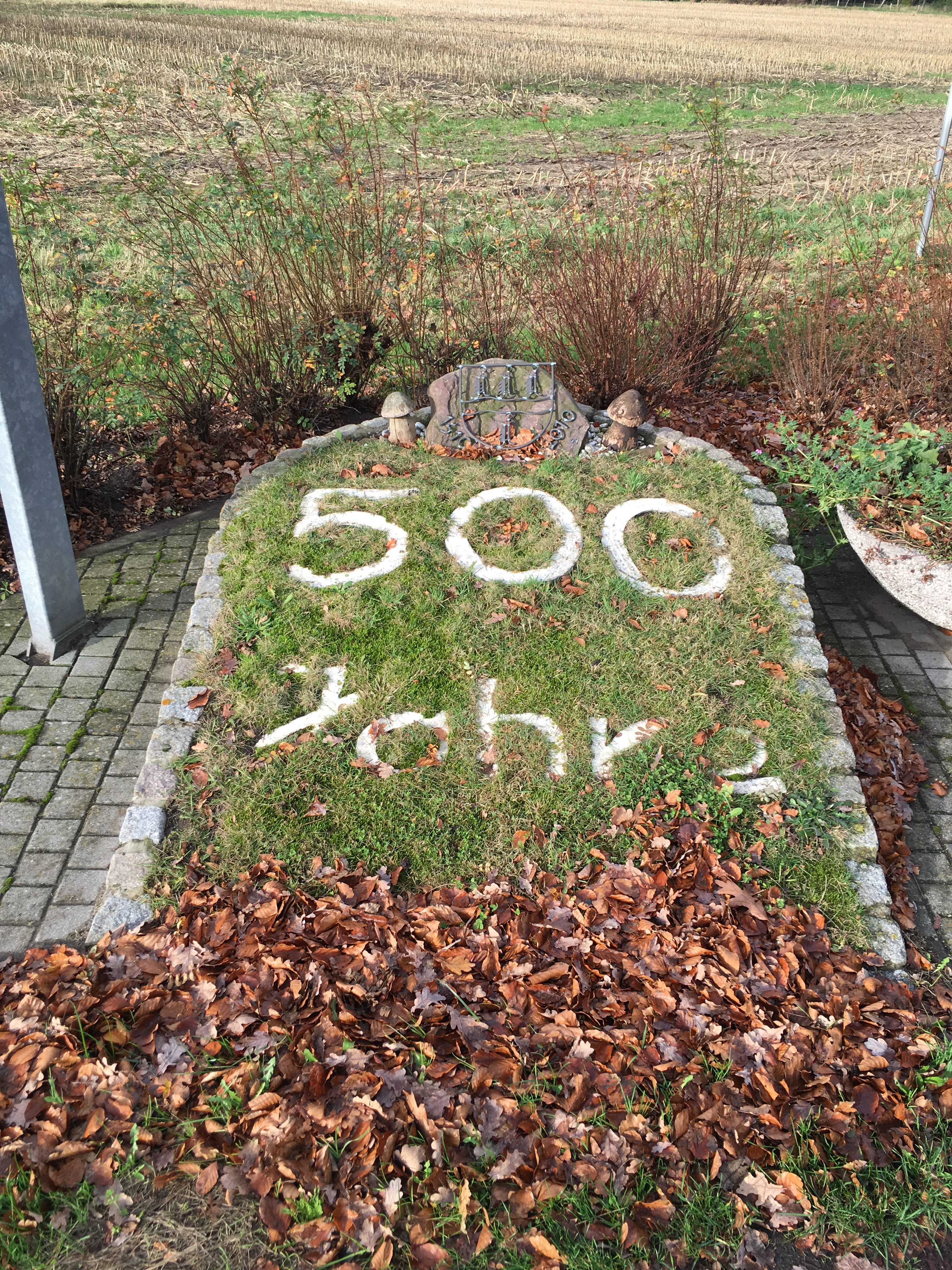
Kleine Anlage anlässlich des 500-jährigen Dorfjubiläums 2010

Langeln ist ein Wohnplatz in der Gemeinde Hollnseth (Landkreis Cuxhaven) und wurde 1510 erstmals urkundlich erwähnt. Verwaltungstechnisch gehört der Wohnplatz seit jeher dem Ortsteil Abbenseth an, dessen Ortsteil er bis zur Eingemeindung 1972 war.

## Geographie und Verkehrsanbindung
Langeln liegt etwa 2 km westlich der Mehe südwestlich von Hollen und nordwestlich Abbenseth an der Bundesstraße 495, die im Norden über Armstorf nach Lamstedt und im Süden über Alfstedt und Ebersdorf nach Bremervörde zur Bundesstraße 71/74 führt. Im Westen verbindet die Kreisstraße 31 den Ort mit Dornsode und im Osten die Kreisstraße 35 mit Abbenseth. 

## Geschichte

### Einwohnerentwicklung

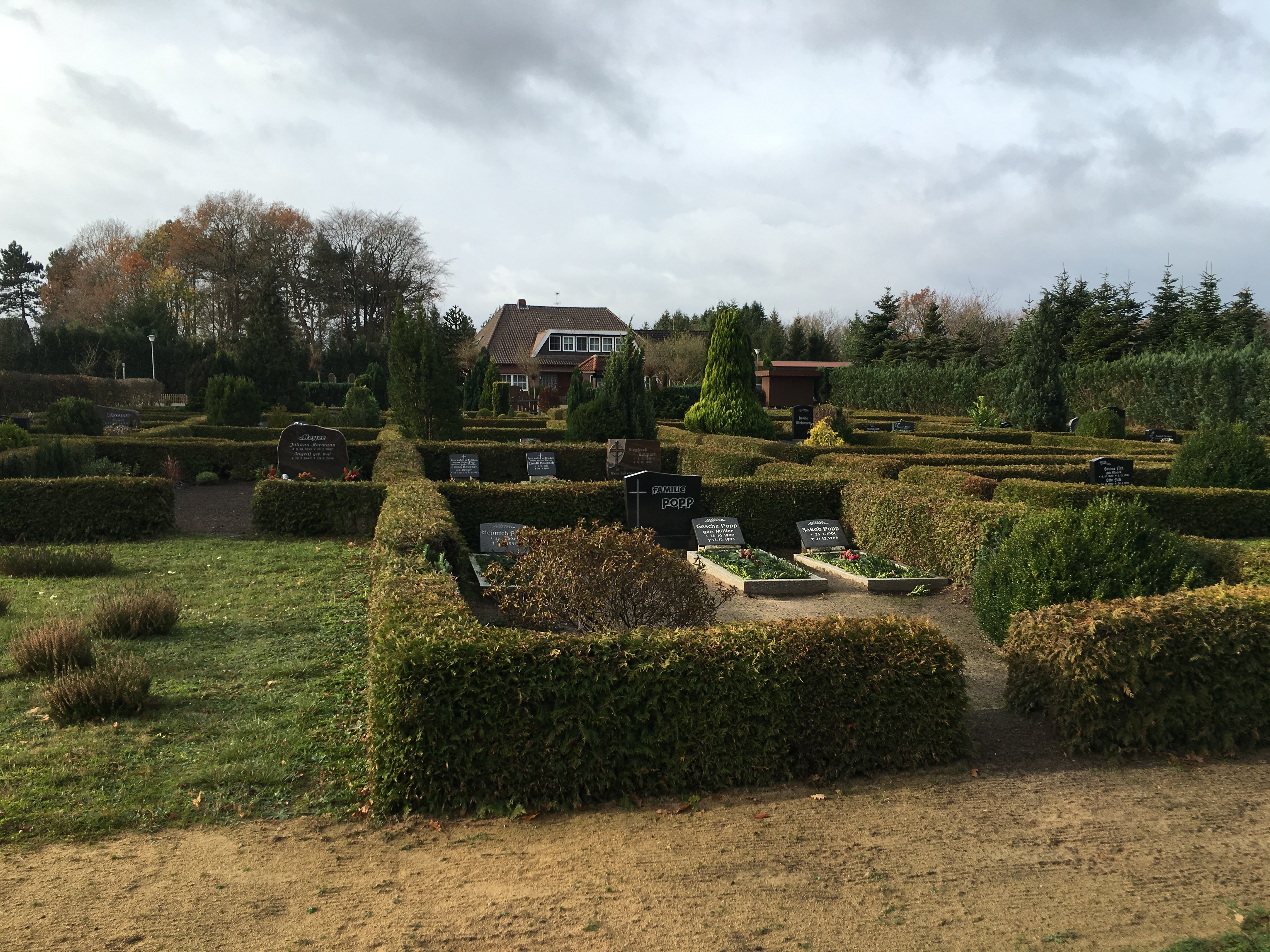
Friedhof Langeln

| Datum | Einwohner          |
| ----- | ------------------ |
| 1824  | 3 Feuerstellen     |
| 1848  | 25 Leute, 4 Häuser |

### Religion
Langeln ist wie die umgebenden Orte ebenfalls evangelisch-lutherisch geprägt und gehört zum Kirchspiel der Bartholomäuskirche in Lamstedt.
Für die katholische Minderheit ist die St.-Ansgar-Kirche in Hemmoor-Warstade zuständig, die seit 2010 zur Kirchengemeinde Heilig Geist in Stade gehört.
Vor Ort gibt es einen eigenen Friedhof. 